# Ike Willis
Ike Willis (Saint Louis, Missouri, 1955. november 12. –) amerikai énekes és gitáros, Frank Zappa egyik szinte állandó zenésztársa kis megszakításokat nem számítva 1978 és 1988 között.

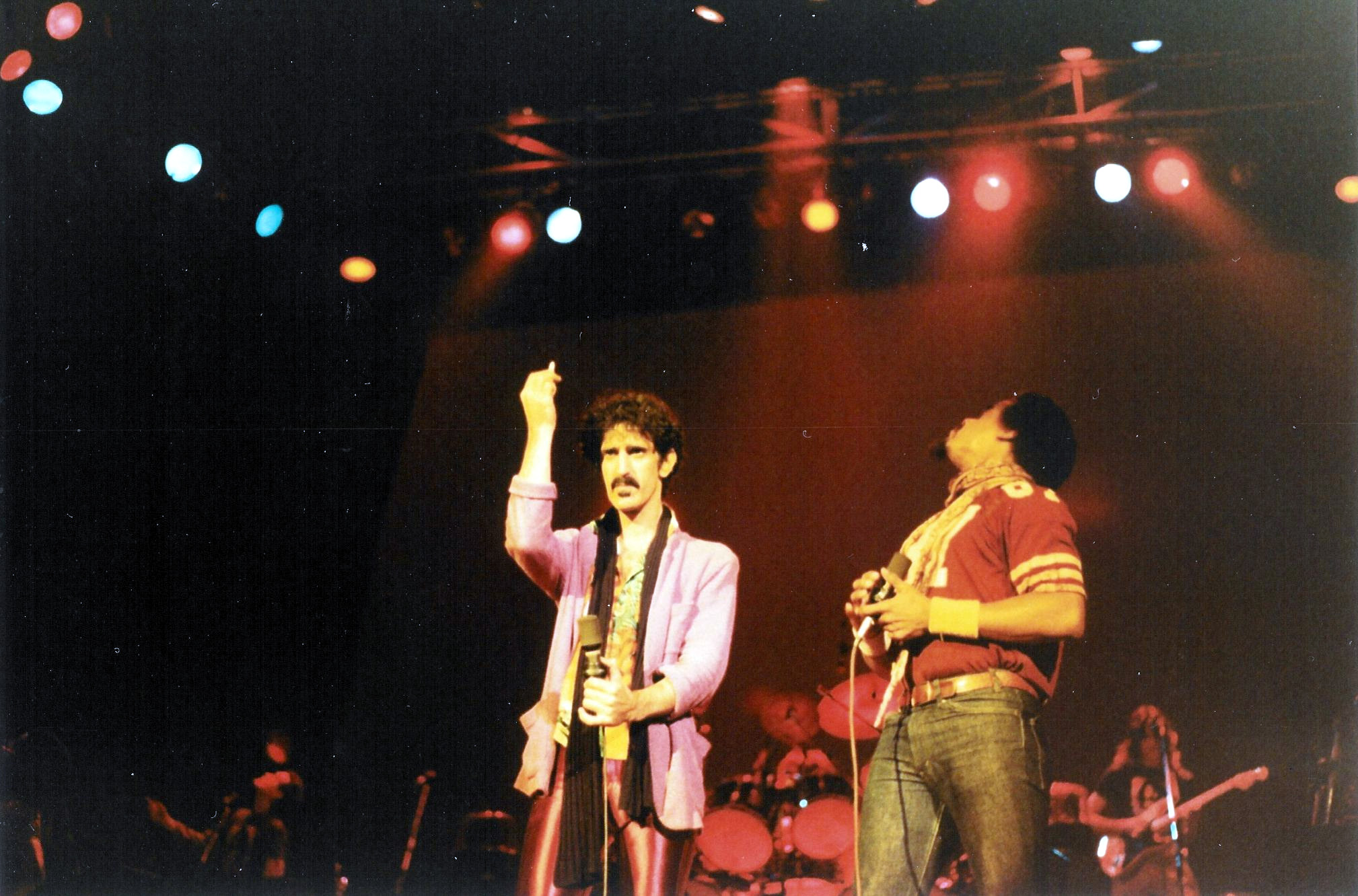

## Zappánál
Ike Willis 1977-ben látta először Zappát színpadon a St. Louisi Washington Universityn, ahol pakolóemberként próbált a csapat közelébe férkőzni.
1977-ben [Zappa] újra a városunkban járt, én pedig megint a pakolócsapatban voltam. Együtt lógtam az embereivel és nagyon összehaverkodtunk a világítósráccal. Mindenki rohangált és énekelgetett, és én is velük énekeltem. A srác meg azt mondta: „Öregem, be kell hogy mutassunk Frank Zappának”. (…) A beállás után találkoztunk is, szinte egymásba rohantunk. A végén odaadta a gitárját, leírta egy szalvétára a "Bamboozled By Love"-ot és elénekeltette velem. Aztán azt mondta: „Ahogy vége a turnénak, szeretném ha eljönnél Los Angelesbe egy meghallgatásra”. A többi pedig már, ahogy mondani szokták...
Az együtteshez 1978-ban csatlakozott, és maradt szinte "Zappa hangja" az 1988-as turnéig; Ray White-tal emlékezetes énekes kettőst alkottak 1980-ban és '84-ben. Nem vett részt az 1981-82-es turnén, illetve a 78-as turné egy részén (a Halloween lemezen sem hallható). Legfontosabb közreműködései a Joe’s Garage, a Tinseltown Rebellion, a You Are What You Is lemezeken hallhatóak, de különleges (kitalált) akcentusa nagyban hozzájárult a Thing-Fish album karakteréhez, amiben (mint "Broadway musicalben") főszerepet játszik.

## Zappa után
Két szólólemeze jelent meg; több Zappa-feldolgozásokat játszó zenekarral dolgozott együtt, így a Bogus Pomppal, Project/Objecttel és az Ugly Radio Rebellionnel, de tagja volt az egykori Zappa-zenészekből 1994-ben összeálló Band From Utopiának is. 2010 nyarán a Muffin Men együttes vendégeként a németországi Zappanale fesztiválon lépett fel (Ray White és Bobby Martin társaságában).

## Lemezek

### Frank Zappa lemezein
- Joe’s Garage Act I (Zappa, 1979)
- Joe’s Garage Acts II & III (Zappa, 1979)
- Tinseltown Rebellion (Frank Zappa, 1981)
- Shut Up ’n Play Yer Guitar (Zappa, 1981)
- You Are What You Is (Zappa, 1981)
- Ship Arriving Too Late to Save a Drowning Witch (Zappa, 1982)
- The Man from Utopia (Zappa, 1983)
- Them or Us (Zappa, 1984)
- Thing-Fish (Zappa, 1984)
- Frank Zappa Meets the Mothers of Prevention (Frank Zappa, 1985)
- Does Humor Belong in Music? (Frank Zappa, 1986)
- Guitar (Frank Zappa, 1988)
- You Can’t Do That on Stage Anymore Vol. 1 (Zappa, 1988)
- Broadway the Hard Way (Frank Zappa)
- You Can’t Do That on Stage Anymore Vol. 2 (Zappa, 1988)
- You Can’t Do That on Stage Anymore Vol. 3 (Zappa, 1989)
- The Best Band You Never Heard in Your Life (Frank Zappa, 1991)
- Make a Jazz Noise Here (Frank Zappa, 1991)
- You Can’t Do That on Stage Anymore Vol. 4 (Zappa, 1991)
- You Can’t Do That on Stage Anymore Vol. 6 (Zappa, 1992)
- Buffalo (2 CD, Vaulternative, 2007)

### Szólólemezek
- "Should'a Gone Before I Left" – (1988), közreműködik Ray White, Arthur Barrow, Jeff Hollie
- "Dirty Pictures" (1998)

### Mások lemezein
- Fowler Brothers – Breakfast For Dinosaurs
- The Muffin Men – Mülm (1994)
- The Band From Utopia – A Tribute to the Music of Frank Zappa – Live Vol.1 & 2 (1994)
- The Band From Utopia – A Tribute to the Music of Frank Zappa (DVD)
- Arthur Barrow – Eyebrow Razor (1995)
- The Band From Utopia – The Band From Utopia (1995)
- The Muffin Men – Feel The Food (1996)
- Project/Object – Absolutely Live (2000)
- The Grandmothers – The Eternal Question (2001)